# Parafia św. Maksymiliana Kolbe i św. Faustyny Kowalskiej w Wilczkowicach
Parafia św. Maksymiliana Kolbe i św. Faustyny Kowalskiej w Wilczkowicach – jedna z 11 parafii rzymskokatolickich dekanatu radoszyckiego diecezji radomskiej.

## Historia
- Wilczkowice to wieś wzmiankowana w 1275 jako własność cystersów z Wąchocka. W XV w. były wsią królewską starostwa chęcińskiego. Pod względem kościelnym należały do parafii Radoszyce. Duszpasterstwo w Wilczkowicach zainicjował w 1972 ks. Ryszard Batorski, jako wikariusz parafii Radoszyce. Ks. Dionizy Wodzinowski, zamieszkał na miejscu i zaprowadził tu systematyczne duszpasterstwo. Jego staraniem powstał tu w 1973 pierwotny kościół pw. św. Maksymiliana Kolbe z zaadaptowanego budynku gospodarczego. Został on poświęcony w tym samym roku przez bp. Walentego Wójcika. Parafię erygował 1 września 1983 bp. Edward Materski. Nowy kościół, według projektu arch. Tadeusza Dworzaka, rozpoczęto budować w 1995 staraniem ks. Henryka Ochmańskiego. W kolejnych latach staraniem ks. Piotra Borciucha wybudowano dzwonnicę wraz z kaplicą przedpogrzebową. Konsekracji kościoła dokonał bp. Jan Chrapek 20 maja 2001.

## Terytorium
- Do parafii należą: Lewoszów, Nadworów, Szóstaki, Wilczkowice[1].

## Proboszczowie
- 1977 - 1980 - ks. Dionizy Wodzinowski
- 1980 - 1988 - ks. Kazimierz Rak
- 1988 - 2001 - ks. Henryk Ochmański
- 2001 - 2012 - ks. Piotr Borciuch
- 2012 - 2017 - ks. Marek Plewniak
- 2017 - 2018 - ks. Paweł Bukała
- 2018 - nadal - ks. Przemysław Ilnicki